# Pável Muslimov
Pável Ilich Muslimov –en ruso, Павел Ильич Муслимов– (Ufá, 15 de junio de 1967) es un deportista ruso que compitió en biatlón.
Participó en los Juegos Olímpicos de Nagano 1998, obteniendo una medalla de bronce en la prueba por relevos. Ganó dos medallas de plata en el Campeonato Mundial de Biatlón, en los años 1995 y 1996, y tres medallas en el Campeonato Europeo de Biatlón entre los años 1994 y 2000.

## Palmarés internacional
| Juegos Olímpicos   | Juegos Olímpicos        | Juegos Olímpicos  | Juegos Olímpicos |
| Año                | Lugar                   | Medalla           | Prueba           |
| ------------------ | ----------------------- | ----------------- | ---------------- |
| 1998               | Nagano (Japón)          | Medalla de bronce | Relevos          |
| Campeonato Mundial |                         |                   |                  |
| Año                | Lugar                   | Medalla           | Prueba           |
| 1995               | Anterselva (Italia)     | Medalla de plata  | Velocidad        |
| 1996               | Ruhpolding (Alemania)   | Medalla de plata  | Equipo           |
| Campeonato Europeo |                         |                   |                  |
| Año                | Lugar                   | Medalla           | Prueba           |
| 1994               | Kontiolahti (Finlandia) | Medalla de oro    | Relevos          |
| 1999               | Izhevsk (Rusia)         | Medalla de plata  | Relevos          |
| 2000               | Zakopane (Polonia)      | Medalla de bronce | Relevos          |